# 鄭禮騫
鄭禮騫（Michael Cheng Lai Hin，1986年3月31日—），生於香港，香港足球運動員，司職前鋒，現時效力香港丙組聯賽球會恆華足球體育會

## 球員生涯
鄭禮騫生於香港，於2004年年僅18歲的他便加盟傑志，不過由於年紀尚輕2005/06球季外借予香港08吸取比賽經驗，他在香港08時雖然不算太突出，但總算顯示出不俗的保護皮球能力，最終香港08以2和12負成績完成當季聯賽，再於2006/07球季外借至港會，直到2007年獲得傑志回收，可惜一直在傑志都是後備居多，未有在甲組賽事中找到突破，又與傑志西班牙籍教練甘巴爾的陣式不適合。
在2010年夏季，鄭禮騫加盟傳統班霸南華，並獲足主羅傑承稱讚是「香港鄭大世」，指其踢法與北韓國家隊首席中鋒鄭大世相似，並且表示將會對其作重點培訓，於2010年9月5日以2–0擊敗公民的首場甲組聯賽，再次獲足主羅傑承稱讚，雖然後備上陣幾分鐘但踢法硬淨、頭槌不俗，相信他假以時日會是香港第一中鋒。在2010年12月7日，鄭禮騫在2–1反勝晨曦的聯賽取得加盟後的首個入球。
2010/11年度球季，雖然鄭禮騫大部分時間都只是後備身份入替，但是經常為球隊取得入球，成為南華華人首席射手。2015年7月，鄭禮騫轉投香港飛馬，於2016年2月3日以6–1大勝港甲球隊灣仔的足總盃首圈取得加盟後的首個入球，季尾，鄭禮騫協助香港飛馬4日內連奪足總盃冠軍及菁英盃冠軍。
直到2016年夏天，鄭禮騫轉行去投考懲教署，並加盟甲組球會花花，不過於2016年10月，鄭禮騫涉嫌打假波被捕並於同年已正式離職，最終於2017年6月28日香港廉政公署正式落案起訴連同鄭禮騫等5名前香港飛馬球員，控告他們涉嫌提供及收受共6萬港元賄款，並串謀詐騙以操控或企圖操控由香港足球總會舉辦的3場預備組聯賽賽果。2018年4月19日，他被香港區域法院裁定罪名不成立。
2018年夏天，鄭禮騫加盟香港甲組聯賽球隊愉園。

## 國際賽生涯
鄭禮騫是香港奧運隊贏得2009年東亞運動會足球項目金牌的成員，於2010年6月20日鄭禮騫在澳門運動場舉行的第66屆港澳埠際賽中大演帽子戲法協助香港衛冕冠軍。

## 個人生活
鄭禮騫是2008年夏季奧林匹克運動會香港區火炬接力的其中一名火炬手。
鄭禮騫已經報讀毅進課程作為日後前途考慮，透過訪問鄭禮騫表示有意於將來投考加入香港警務處服務市民。

## 榮譽
香港飛馬
- 香港足總盃冠軍（2015–16季度）
- 香港菁英盃冠軍（2015–16季度）

香港代表隊
- 東亞運動會足球項目金牌（2009年）
- 龍騰盃冠軍（2011年）
- 香港傑出運動員選舉 香港最佳運動隊伍（2009年）
- 港澳埠際賽冠軍（2009、2010年）

## 外部連結
- 香港足球總會網頁球員資料（页面存档备份，存于）